# Accalathura zoisia
Accalathura zoisia là một loài chân đều trong họ Leptanthuridae. Loài này được Poore & Lew Ton miêu tả khoa học năm 1990.